# حلقه سبز
حلقه سبز مجموعهٔ تلویزیونی ابراهیم حاتمی کیا پس از خاک سرخ است. این سریال در سال ۱۳۸۶ از شبکه ۳ پخش شد. در ابتدای پخش، سریال چنین مورد انتقاد می‌شد که پخش سریال موجب کاهش انگیزهٔ افراد برای اهدا عضو می‌شود ولی پایان سریال موجب تغییر نظر خیلی از منتقدین این مجموعه شد.

## داستان
این سریال در واقع داستان سفری جالب به اعماق معنا و مفهوم واقعی حیات است. داستان این سریال در مورد جوانی است معلول که دچار مرگ مغزی شده و پزشکان در صدد انتقال قلب او به یک گیرنده قلب بر می‌آیند. روح حسن مخالف این کار است زیرا می‌داند در این صورت باید به عالم دیگری هجرت کند. یک دانشجو پزشکی به نام گلبهار قادر به دیدن و ارتباط با روح حسن است. او در قبال درخواست حسن برای انتخاب گیرنده قلبش به حسن کمک می‌کند…

## واکنش ابراهیم حاتمی کیا
ابراهیم حاتمی‌کیا این سریال را یکی از بهترین کارهای حرفه‌ای خود در سال‌های گذشته خواند و گفت: «حلقه سبز عصاره تمام افکار و هنر من در زمینه سینما، دین، اخلاق، ازدواج، پزشکی و پیوند است.»
حاتمی کیا دربارهٔ ساخت این اثر گفت: «اگر جهان بینی ای را که الان داشتم آن زمان می‌داشتم، به جای ساخت هریک آثار قبلی خود یک حلقه سبز می‌ساختم.»
او در مستند «مسیر سبز» از ایده اولیه سریالش گفت: زمانی که ساخت مجموعه‌ای با محوریت پیوند اعضا و مرگ مغزی به من پیشنهاد شد گروه گروهی را برای کارهای تحقیقاتی دور هم جمع کردم تا تحقیقات میدانی را شروع کنند؛ اما در این میان آنچه که بیش از هر چیز فکر مرا به خودش مشغول کرده بود وضعیت روح کسی بود که دچار مرگ مغزی می‌شود. بر اساس باورهای مذهبی تا زمانی که جسم به خاک سپرده نشده روح به شکل کامل از دنیا نرفته و به نوعی سرگردان است، همین روح سرگردان و بلا تکلیف خط محور قصه مرا روشن کرد.
در فیلم‌نامه اولیه کسی که دچار مرگ مغزی می‌شود فرزند یک شهید مفقود الاثر است، دغدغه او در زمان حیات این بود که بداند پدرش کجا شهید شده و جسدش کجاست. زمانی‌که دچار مرگ مغزی می‌شود روحش به دنبال جسد پدر می‌رود و شروع به جستجو می‌کند، که با این محور حدود ۷ قسمت از سریال را نوشتم، اما حس کردم با این داستان باز هم به سراغ همان مؤلفه‌های آشنای خودم می‌روم و این نمی‌توانست برای من تجربه‌ای تازه باشد. از ایجا به بعد این قصه را کنار گذاشتم و به داستان حسن گلاب رسیدم.
و اما در قصه جدید آگاهانه در پی آن بودم که ابتدای قصه سریال جنایی به نظر برسد و مخاطب نوعی فکر کند که گویی تصویر ما از روح، ضمیر شخصی فرد است. در این قسمت‌ها می‌بینیم که یک روح که خودش نمی‌داند روح شده، بابت این ندانستن، نوعی احساس گناه یا عذاب وجدان -از این بابت که به نظرش می‌آید کسی را کشته- همراه خود دارد؛ در اصل خودش را به این وضع دچار کرده اما تصور می‌کند که اتفاقی خارج از خودش دارد اتفاق می‌افتد. این تفکیک صورت گرفته و روح نسبت به جسم تصوری پیدا می‌کند که من زمانی را در حدود یک قسمت و نیم برای درآوردن این قضیه گذاشته بودم و آنگاه، شخصیت ما تازه می‌فهمید که روح است و جسم نیست.
قاصدک در فرهنگ ما خبرآور است. گویی از جایی دیگر می‌آید. از عالم معنا... انگار رمز و راز دارد. قاصدک با آن نرمش، کرشمه و نوع آمدنش، بی‌صدا آمدنش، بی‌وزن بودنش و… همیشه برای ما خبررسان بوده و من لازم داشتم با این احساس بازی کنم. این که آیا وقتی روحی با یک قاصدک بازی می‌کند، می‌تواند وزنش را بازی دهد؟ در واقع یکی از چیزهایی که در «حلقه سبز» خوب جلوه کرد، همین قاصدک‌ها بود که به‌ظرافت، طراحی شد و دقیق هم کار شد. البته من نمی‌دانم اهل فن نظرشان روی قاصدک‌های «حلقه سبز» چه خواهد بود، ولی من با عامه مردم نگاه می‌کنم و از آن‌ها لذت می‌برم. این احساس را دارم و فکر می‌کنم این قاصدک‌ها هم واقعی است هم غیر واقعی.